# Léo Errera
Pour les articles homonymes, voir Errera.
Abraham Léo Errera (4 septembre 1858 à Laeken - 6 août 1905 à Bruxelles) est un botaniste belge, connu pour ses recherches dans le domaine de la physiologie végétale. Il a travaillé à l'Université libre de Bruxelles en 1883 en tant qu'associé et en 1890 professeur titulaire de botanique. Il s'intéressait également aux persécutions de la communauté juive, surtout après des pogroms antisémites en Russie.
Le cap Errera en Antarctique porte son nom, alors qu'il finance l'expédition de 1891.

## Biographie
Après avoir obtenu son diplôme en arts libéraux à l'Université libre de Bruxelles en 1874, il se tourne vers les sciences naturelles. En 1879, il obtient son doctorat en sciences botaniques. Il voyage ensuite en Allemagne, où il poursuit ses études aux Universités de Strasbourg, Bonn et Würzburg. À Strasbourg, il mène des recherches dans les laboratoires d'Anton de Bary et Felix Hoppe-Seyler. À Würzburg, il étudie la physiologie végétale avec Julius von Sachs. 
Après son retour à Bruxelles, il fonde le Laboratoire d'Anatomie et de Physiologie Végétales doté d'installations pour la microscopie et la chimie, d'une serre, d'un studio de photographie, d'une chambre de stérilisation, d'une chambre thermostatique et d'une chambre noire pour la spectroscopie et la polarimétrie.
Il est reconnu pour avoir découvert la présence de glycogène dans les plantes et les champignons (amylopectine) grâce à l'utilisation de techniques histochimiques sophistiquées. Il a utilisé ces techniques pour détecter les alcaloïdes dans les plantes.
En 1887, il devient membre correspondant de l' Académie royale des sciences de Belgique et, en 1898, est élu membre titulaire. Il publie également un ouvrage précurseur sur la biologie moléculaire.
Une avenue à Bruxelles est nommé pour lui: Léo Erreralaan. Son frère est le juriste Paul Joseph Errera.

## Œuvres
En 1893, il publie Les Juifs russes : extermination ou émancipation?  (avec une lettre préparatoire de Theodor Mommsen). 
Principaux travaux scientifiques :
- Errera LA, Clautriau G., Maistriau C.E. 1887. Premières recherches sur la localisation et la signification des alcaloides dans les plantes. H. Lamertin, Bruxelles. - sur les alcaloïdes. Journal de Médecine, de chirurgie et de pharmacologie. Société royale des sciences médicales et naturelles de Belgique.
- Planches de physiologie végétale , 1897 - Sur la physiologie végétale .
- Une leçon élémentaire sur le darwinisme , 1904 - Cours élémentaires sur le darwinisme .
- Cours de physiologie moléculaire , 1907 - Cours de physiologie moléculaire .
- Recueil d'œuvres de Léo Errera , 1908 - Œuvres collectées de Léo Errera